# Ferdinand de Saxa-Coburg și Gotha
Prințul Ferdinand Georg August de Saxa-Coburg și Gotha (28 martie 1785 - 27 august 1851) a fost prinț al Casei de Saxa-Coburg și Gotha și general de cavalerie al armatei austro-ungare în timpul războaielor napoleoniene.

## Naștere și familie
Ferdinand s-a născut la Coburg ca Prințul Ferdinand de Saxa-Coburg-Saalfeld, al doilea fiu al lui Francisc, Duce de Saxa-Coburg-Saalfeld și a celei de-a doua soții, Contesa Augusta de Reuss-Ebersdorf. În 1826 titlul său s-a schimbat din prinț de Saxa-Coburg și Saalfeld în prinț de Saxa-Coburg și Gotha când fratele său mai mare Ducele Ernst I a făscut modificări teritoriale cu alți membri ai familiei.
Printre nepoții de frate a lui Ferdinand se includ: regina Victoria a Regatului Unit și soțul ei Prințul Albert, împărăteasa Carlota a Mexicului și regele Leopold al II-lea al Belgiei.

## Cariera militară
La 10 decembrie 1791 Ferdinand a fost comandant ca Unterleutnant în regimentul 6 de dragoni Coburg. A fost promovat la rangul de Oberleutnant la 1 martie 1796 si la cel de Rittmeister la 18 noiembrie 1798. La 1 februarie 1802 s-a transferat în armata austriacă servind în regimentul Fürst Rosenberg după care a fost promovat maior la 29 septembrie 1804.
La 1 ianuarie 1805 a fost transferat la regimentul nr. 6 de husari Graf Blankenstein și promovat la rang de Oberstleutnant la 6 august 1805. Înaintea bătăliei de la Wagram  a fost numit general de cavalerie. La 15 aprilie 1811 a fost numit general maior.
În timpul războiului celei de-a șasea coaliții, Ferdinand a luptat în bătălia de la Kulm. În 1813 a luptat în bătălia de la Leipzig. În 1814 a primit crucea de comandant al ordinului militar al Mariei Tereza.

## Căsătorie și copii
La 30 noiembrie 1815, la Viena, Ferdinand s-a căsătorit cu Prințesa Maria Antonia Koháry, fiica și moștenitoarea lui Ferencz József Koháry de Csábrág. Când tatăl Antoniei a murit în 1826, ea a moștenit domeniile lui din Ungaria. Ferdinand și-a adăugat numele de Koháry la numele său.
Ferdinand și Antonia au avut patru copii care au fost crescuți în religia catolică:
1. Ferdinand al II-lea al Portugaliei (1816–1885).
2. August (1818–1881); a fost tatăl Țarului Ferdinand I al Bulgariei.
3. Victoria (1822–1857), căsătorită cu Louis, Duce de Nemours.
4. Leopold (1824–1884).